# Detective Knight: Redemption
Pour l’article homonyme, voir Rogue.
Série
Detective Knight: Rogue
(2022) Detective Knight: Independence
(2023)
Pour plus de détails, voir Fiche technique et Distribution.
Detective Knight: Redemption est un film américain réalisé par Edward John Drake, sorti en 2022.
Il s'agit de l'un des derniers films de Bruce Willis, après sa retraite en raison d'une aphasie.

## Synopsis
Le détective Knight est en détention. Une émeute éclate dans la prison où il se trouve, menée par le "Christmas Bomber" dont les disciples terrorisent la ville la nuit de Noël. Les policiers étant occupés à l'extérieur de la prison, ils ont besoin d'un homme à l'intérieur pour écraser la rébellion.

## Fiche technique
- Titre original et français : Detective Knight: Redemption
- Titre de travail : Christmas Knight
- Réalisation : Edward John Drake (en)
- Scénario : Edward John Drake et Corey Large (en)
- Musique : Scott Currie
- Photographie : Laffrey Witbrod
- Montage : Justin Williams
- Production : Randall Emmett, George Furla et Corey Large
- Sociétés de production : Emmett/Furla Oasis, BondIt Media Capital et Buffalo 8 Productions
- Société de distribution : Lionsgate
- Pays de production :  États-Unis
- Langue originale : anglais
- Format : couleur - 2,39:1
- Genre : action
- Dates de sortie :
  - États-Unis : 9 décembre 2022 (sortie limitée et vidéo à la demande)

## Distribution
- Bruce Willis (VF : Stefan Godin) : l'inspecteur James Knight
- Lochlyn Munro : Eric Fitzgerald
- Miranda Edwards : Anna Shea
- Beau Mirchoff : Rhodes
- Corey Large : Mercer
- Michael Eklund : Winna
- Jimmy Jean-Louis : Godwin Sango
- Hunter Daily : Lily
- Alice Comer : Clara
- Paul Johansson : Ricky Conlan
- Cody Kearsley : Dajon
- John Cassini (en) : le maire Vassetti

 Source et légende : version française (VF) sur RS Doublage